# Kopfschuss
Kopfschuss ("Huvudskott") är Megaherz' tredje musikalbum, släppt 1998.

## Låtförteckning
1. Liebestöter - 4:51
2. Kopfschuss - 4:19
3. Herz aus Stein - 4:04
4. Miststück - 3:30
5. Burn - 1:37
6. Rappunzel - 3:58
7. Blender - 4:19
8. Jordan - 3:39
9. Freiflug - 4:58
10. Meine Sünde - 3:39
11. Teufel - 5:00
12. Schizophren - 3:34
13. Rock Me, Amadeus - 3:26 (Falco-cover)
14. Liebestöter (Rock-Club Mix) - 4:26